# Rent-A-Pal
Rent-A-Pal és una pel·lícula de thriller estatunidenca del 2020 escrita i dirigida per Jon Stevenson i produïda per JD Lifshitz, Brian Landis Folkins, Jon Stevenson, Annie Elizabeth Baker, Jimmy Weber, Robert B. Martin Jr., Brandon Fryman i Rafael Margules. És protagonitzada per Wil Wheaton, Brian Landis Folkins, Kathleen Brady, Amy Rutledge i Adrian Egolf. Rent-A-Pal es va estrenar l'11 de setembre de 2020 per IFC Midnight i va rebre crítiques positives.

## Argument
L'any 1990, el solter de mitjana edat David Brower utilitza Video Rendezvous, un servei de cites per vídeo, alhora que cuida la seva mare, Lucille, que pateix demència. El seu pare, Frank, un músic de jazz, es va suïcidar deu anys abans. Després de gravar una nova cinta de vídeo per a Video Rendezvous, David troba una cinta titulada Rent-A-Pal i la compra. La cinta conté les recomanacions d'un tal Andy que trenca la quarta paret: parla amb l'espectador i deixa pauses perquè aquest respongui, simulant una conversa.